# Оскар Талман
Оскар Талман (5 жовтня 1877 — 23 жовтня 1945) — бельгійський академічний веслувальник.
Срібний призер Олімпійських Ігор 1908 року в складі вісімки.
Чемпіон Європи 1902, 1907, 1908 років у складі вісімки, срібний призер 1908 року в складі розпашної четвірки зі стерновим.